# Liste der Geotope im Enzkreis
Diese sortierbare Liste der Geotope im Enzkreis enthält die Geotope im baden-württembergischen Enzkreis, die amtlichen Bezeichnungen für Namen und Nummern sowie deren geographische Lage. Die Geotope sind im Geotop-Kataster Baden-Württemberg dokumentiert und umfassen Aufschlüsse von Gesteinen, Böden, Mineralien und Fossilien sowie besondere Landschaftsteile.

## Liste
Im Landkreis sind 59 Geotope (Stand 24. Juli 2021) offiziell vom Landesamt für Geologie, Rohstoffe und Bergbau (LGRB) ausgewiesen:
| Steckbrief Nr. (PDF) | Name                                                                                       | Geotoptyp          | Gemeinde/Stadt, Gemarkung                 | Koordinaten                     | Bild | Bemerkungen |
| -------------------- | ------------------------------------------------------------------------------------------ | ------------------ | ----------------------------------------- | ------------------------------- | ---- | --- |
| 778                  | Grosser Volzemer Stein E von Dobel                                                         | Felsformation      | Neuenbürg Gemarkung Dennach               | 48° 48′ 0,7″ N, 8° 31′ 1,5″ O   |      | Geologische Einheit: Mittlerer Buntsandstein Status: geschützt (Naturdenkmal Großer Volzemer Stein (Felsgruppe))                |
| 779                  | Altes und Neues Eisinger Loch E von Eisingen                                               | Dolinen            | Eisingen                                  | 48° 56′ 51,2″ N, 8° 42′ 7,8″ O  |      | Geologische Einheit: Oberer Muschelkalk Status: geschützt (Naturdenkmal Eisinger Loch (2 Dolinen))                              |
| 780                  | Aufg. Steinbruch am Betzenbuckel N der Straße Tiefenbronn-Hemsheim                         | Aufschluss         | Heimsheim                                 | 48° 49′ 9,3″ N, 8° 50′ 37,4″ O  |      | Geologische Einheit: Unterer Muschelkalk Status: mit geschützt (NSG Betzenbuckel)                                               |
| 781                  | Prallhang/Felsböschung in Mühlacker unterh. der Ruine Löffelstelz                          | Felsformation      | Mühlacker                                 | 48° 56′ 29,6″ N, 8° 50′ 43,4″ O |      | Geologische Einheit: Oberer Muschelkalk Status: geschützt (Naturdenkmal Klebwald und Felshang bei der Ruine Löffelstelz)        |
| 782                  | Aufg. Steinbruch am Büchelberg NW von Münkingen                                            | Aufschluss         | Neuhausen                                 | 48° 47′ 4,5″ N, 8° 48′ 23,1″ O  |      | Geologische Einheit: Oberer Muschelkalk Status: mit geschützt (NSG Büchelberg)                                                  |
| 783                  | Felsgruppe Angelstein, Neuenbürg-Waldrennach                                               | Felsformation      | Neuenbürg Gemarkung Waldrennach           | 48° 50′ 38″ N, 8° 36′ 53,2″ O   |      | Geologische Einheit: Mittlerer Buntsandstein Status: geschützt (Naturdenkmal Angelstein (Felsgruppe))                           |
| 784                  | Neulinger Dolinenfeld, Neulingen-Göbrichen                                                 | Dolinen            | Neulingen Gemarkung Göbrichen             | 48° 56′ 29″ N, 8° 43′ 8,4″ O    |      | Geologische Einheit: Unterer Keuper Status: mit geschützt (NSG Neulinger Dolinen)                                               |
| 785                  | Wegböschung ca. 1200 m NE von Niefern-Öschelbronn am südl. Weg                             | Aufschluss         | Niefern-Öschelbronn Gemarkung Niefern     | 48° 55′ 37,6″ N, 8° 48′ 11,8″ O |      | Geologische Einheit: Unterer Muschelkalk Status: mit geschützt (NSG Enztal zwischen Niefern und Mühlacker)                      |
| 786                  | Conweiler Stein, Straubenhardt-Conweiler                                                   | Felsformation      | Straubenhardt Gemarkung Conweiler         | 48° 49′ 0,5″ N, 8° 32′ 17,4″ O  |      | Geologische Einheit: Mittlerer Buntsandstein Status: geschützt (Naturdenkmal Conweiler Stein)                                   |
| 787                  | Steinbruch Seeäcker nördlich von Mühlhausen im Gewann Seewiesen                            | Aufschluss         | Tiefenbronn Gemarkung Mühlhausen          | 48° 48′ 47,8″ N, 8° 49′ 22″ O   |      | Geologische Einheit: Schichtgrenze Oberer Buntsandstein Unterer Muschelkalk Status: mit geschützt (NSG Tiefenbronner Seewiesen) |
| 788                  | Karrenfeld                                                                                 | Landschaftselement | Mönsheim                                  | 48° 50′ 41,8″ N, 8° 53′ 22,2″ O |      | Geologische Einheit: Oberer Muschelkalk Status: geschützt (Naturdenkmal Blockmeer)                                              |
| 789                  | Rainloch am Hitzberg                                                                       | Schachthöhle       | Mühlacker                                 | 48° 56′ 22,3″ N, 8° 46′ 46,4″ O |      | Geologische Einheit: Oberer Muschelkalk                                                                                         |
| 790                  | Aufschlüsse an der Straße Neuenbürg-Pforzheim (B 294) ca. 3000 m NE vom Bhf. Neuenbürg     | Aufschluss         | Birkenfeld                                | 48° 51′ 30,7″ N, 8° 38′ 15,2″ O |      | Geologische Einheit: Unterer Buntsandstein                                                                                      |
| 791                  | Aufg. Steinbruch am W-Sporn des Rixwaldes NE von Gräfenhausen                              | Aufschluss         | Birkenfeld Gemarkung Gräfenhausen         | 48° 52′ 39,4″ N, 8° 35′ 24,9″ O |      | Geologische Einheit: Unterer Muschelkalk                                                                                        |
| 792                  | Aufg. Steinbruch NE von Gräfenhausen                                                       | Aufschluss         | Birkenfeld Gemarkung Gräfenhausen         | 48° 52′ 28,7″ N, 8° 35′ 12,2″ O |      | Geologische Einheit: Grenzbereich Oberer Buntsandstein Unterer Muschelkalk                                                      |
| 793                  | Steinbruch/Schotterwerk 1500 m NE von Heimsheim                                            | Aufschluss         | Heimsheim                                 | 48° 48′ 27,4″ N, 8° 53′ 9,5″ O  |      | Geologische Einheit: Oberer Muschelkalk                                                                                         |
| 794                  | Steinbruch E von Rosswag                                                                   | Aufschluss         | Illingen                                  | 48° 56′ 16,9″ N, 8° 55′ 40,7″ O |      | Geologische Einheit: Oberer Muschelkalk                                                                                         |
| 795                  | Steinbruch und Schotterwerk an der B 10 W von Vaihingen                                    | Aufschluss         | Illingen                                  | 48° 56′ 39,6″ N, 8° 56′ 20″ O   |      | Geologische Einheit: Oberer Muschelkalk                                                                                         |
| 796                  | Aufg. Steinbruch an der B 10 S von Kämpfelbach                                             | Aufschluss         | Kämpfelbach Gemarkung Ersingen            | 48° 55′ 10″ N, 8° 37′ 19,6″ O   |      | Geologische Einheit: Unterer Muschelkalk                                                                                        |
| 797                  | Aufg. Kleiner Steinbruch am NE-Ende von Ersingen                                           | Aufschluss         | Kämpfelbach Gemarkung Ersingen            | 48° 55′ 59,5″ N, 8° 38′ 32,9″ O |      | Geologische Einheit: Oberer Muschelkalk                                                                                         |
| 798                  | Böschung an der Straße nach Ispringen E von Ersingen bei der Abzw. zur Siedlung Sommerrain | Aufschluss         | Kämpfelbach Gemarkung Ersingen            | 48° 55′ 45,3″ N, 8° 38′ 56,6″ O |      | Geologische Einheit: Unterer Muschelkalk                                                                                        |
| 799                  | Aufg. Steinbruch W von Dietenhausen                                                        | Aufschluss         | Keltern Gemarkung Dietenhausen            | 48° 54′ 52,9″ N, 8° 32′ 52,5″ O |      | Geologische Einheit: Oberer Buntsandstein                                                                                       |
| 800                  | Böschungen der Sportanlagen bei Altenloh ca. 900 m S von Dietlingen                        | Aufschluss         | Keltern Gemarkung Dietlingen              | 48° 52′ 59″ N, 8° 36′ 10,8″ O   |      | Geologische Einheit: Mittlerer Muschelkalk                                                                                      |
| 801                  | Steinbruch ca. 900 m NE von Dietlingen                                                     | Aufschluss         | Keltern Gemarkung Dietlingen              | 48° 54′ 5,3″ N, 8° 37′ 35,8″ O  |      | Geologische Einheit: Oberer Muschelkalk                                                                                         |
| 802                  | Aufg. Steinbruch WSW von Weiler ca. 300 m NNE der Hochmühle                                | Aufschluss         | Keltern Gemarkung Weiler                  | 48° 52′ 47,6″ N, 8° 31′ 39″ O   |      | Geologische Einheit: Oberer Buntsandstein                                                                                       |
| 803                  | Böschung in Kieselbronn an der Abzw. von der Hauptstraße zum Friedhof                      | Aufschluss         | Kieselbronn                               | 48° 56′ 14,8″ N, 8° 45′ 15,2″ O |      | Geologische Einheit: Unterer Keuper                                                                                             |
| 804                  | Ehem. Steinbruch Burgstall E von Freudenstein                                              | Aufschluss         | Knittlingen Gemarkung Freudenstein        | 49° 1′ 50″ N, 8° 49′ 45,8″ O    |      | Geologische Einheit: Schilfsandstein                                                                                            |
| 805                  | Steinbruch und Schotterwerk Störrenmühle zwischen Bretten und Knittlingen                  | Aufschluss         | Knittlingen                               | 49° 1′ 39,6″ N, 8° 44′ 3,2″ O   |      | Geologische Einheit: Oberer Muschelkalk                                                                                         |
| 806                  | Aufschluss/Mergelgrube Schanze/Reichshalde E der B 35 S von Knittlingen                    | Aufschluss         | Knittlingen                               | 49° 0′ 19″ N, 8° 46′ 18,5″ O    |      | Geologische Einheit: Übergang Gipskeuper Schilfsandstein                                                                        |
| 807                  | Aufg. Steinbruch N von Königsbach                                                          | Aufschluss         | Königsbach-Stein Gemarkung Königsbach     | 48° 59′ 3″ N, 8° 36′ 39,4″ O    |      | Geologische Einheit: Unterer Muschelkalk                                                                                        |
| 808                  | Aufschluss am Sportplatz von Bilfingen                                                     | Aufschluss         | Königsbach-Stein Gemarkung Stein          | 48° 57′ 11,8″ N, 8° 37′ 36,3″ O |      | Geologische Einheit: Mittlerer Muschelkalk                                                                                      |
| 809                  | Böschung im westl. Ortsbereich von Königsbach hinter einem Eckhaus "an der Bleiche"        | Aufschluss         | Königsbach-Stein Gemarkung Königsbach     | 48° 58′ 3,3″ N, 8° 36′ 9,4″ O   |      | Geologische Einheit: Unterer Muschelkalk                                                                                        |
| 810                  | Böschungen am Bahnhof Königsbach                                                           | Aufschluss         | Königsbach-Stein Gemarkung Königsbach     | 48° 57′ 44,6″ N, 8° 36′ 30,2″ O |      | Geologische Einheit: Unterer Muschelkalk                                                                                        |
| 811                  | Steinbruch "Burrer", Maulbronn                                                             | Aufschluss         | Maulbronn                                 | 49° 0′ 5,1″ N, 8° 49′ 16,6″ O   |      | Geologische Einheit: Schilfsandstein                                                                                            |
| 812                  | Steinbruch am östl. Ortsrand von Maulbronn N der Straße nach Schmie                        | Aufschluss         | Maulbronn                                 | 48° 59′ 59,9″ N, 8° 49′ 16,7″ O |      | Geologische Einheit: Schilfsandstein                                                                                            |
| 813                  | Steinbruch Seeburger ca. 700 m ESE des Klosters Maulbronn                                  | Felsformation      | Maulbronn                                 | 48° 59′ 55,7″ N, 8° 49′ 14,2″ O |      | Geologische Einheit: Schilfsandstein                                                                                            |
| 814                  | SW-exponierte Böschung an der Straße Mönsheim-Wiernsheim                                   | Aufschluss         | Mönsheim                                  | 48° 51′ 44,8″ N, 8° 51′ 28,5″ O |      | Geologische Einheit: Unterer Muschelkalk                                                                                        |
| 815                  | Steinbruch und Schotterwerk Mertz am Geißberg ca. 2000 m ESE von Wimsheim                  | Aufschluss         | Mönsheim                                  | 48° 50′ 43,3″ N, 8° 51′ 23,7″ O |      | Geologische Einheit: Oberer Muschelkalk                                                                                         |
| 816                  | Steinbruch und Schotterwerk NW von Enzberg                                                 | Aufschluss         | Mühlacker Gemarkung Enzberg               | 48° 56′ 32,5″ N, 8° 47′ 22,4″ O |      | Geologische Einheit: Unterer Muschelkalk Oberer Muschelkalk                                                                     |
| 817                  | Aufg. Steinbruch an der B 10 NE von Enzberg                                                | Aufschluss         | Mühlacker                                 | 48° 56′ 45,6″ N, 8° 48′ 57,7″ O |      | Geologische Einheit: Oberer Muschelkalk                                                                                         |
| 818                  | Aufschluss N der Ruine Altrosswag                                                          | Aufschluss         | Mühlacker Gemarkung Mühlhausen            | 48° 56′ 43,4″ N, 8° 54′ 24″ O   |      | Geologische Einheit: Unterer Keuper                                                                                             |
| 819                  | Lehmgrube/Ziegelei N des Bhf. von Mühlacker                                                | Aufschluss         | Mühlacker                                 | 48° 57′ 32,7″ N, 8° 50′ 55,5″ O |      | Geologische Einheit: Löss |
| 820                  | Höhe "Hagen" beim Sender Mühlacker ca. 1000 m E von Mühlacker-Dürrmenz                     | Landschaftselement | Mühlacker                                 | 48° 56′ 26,4″ N, 8° 51′ 8″ O    |      | Geologische Einheit: Pliozäne Schotter                                                                                          |
| 821                  | Aufg. Steinbruch E der Straße Dürrmenz-Pinache (hinter der Schießanlage)                   | Aufschluss         | Mühlacker                                 | 48° 55′ 50,7″ N, 8° 50′ 44″ O   |      | Geologische Einheit: Unterer Muschelkalk                                                                                        |
| 822                  | Aufg. Steinbruch bei Mühlhausen an der Enz, unmittelbar E der Enzbrücke                    | Aufschluss         | Mühlacker Gemarkung Mühlhausen            | 48° 56′ 26,6″ N, 8° 53′ 48,7″ O |      | Geologische Einheit: Oberer Muschelkalk                                                                                         |
| 823                  | Straßenböschung an der Alten Pforzheimer Straße N von Neuenbürg                            | Aufschluss         | Neuenbürg                                 | 48° 51′ 3,7″ N, 8° 35′ 41,3″ O  |      | Geologische Einheit: Mittlerer Buntsandstein                                                                                    |
| 824                  | Aufschlüsse am Schloss Neuenbürg                                                           | Aufschluss         | Neuenbürg                                 | 48° 50′ 48,8″ N, 8° 35′ 32,6″ O |      | Geologische Einheit: Mittlerer Buntsandstein                                                                                    |
| 825                  | Straßenböschung E von Neuenbürg im Sattel zwischen Schlossberg und Sägekopf                | Aufschluss         | Neuenbürg                                 | 48° 50′ 43,7″ N, 8° 36′ 4,1″ O  |      | Geologische Einheit: Mittlerer Buntsandstein                                                                                    |
| 826                  | Doline Diebsbrunnen, Bauschlott                                                            | Doline             | Neulingen Gemarkung Bauschlott            | 48° 59′ 22,9″ N, 8° 43′ 18,2″ O |      | Geologische Einheit: Oberer Muschelkalk                                                                                         |
| 827                  | Aufg. Steinbrüche ca. 1500 m SSE von Niefern                                               | Aufschluss         | Niefern-Öschelbronn Gemarkung Öschelbronn | 48° 54′ 15,6″ N, 8° 47′ 29,9″ O |      | Geologische Einheit: Oberer Buntsandstein                                                                                       |
| 828                  | Aufg. Steinbruch NW von Singen auf dem Bocksberg                                           | Aufschluss         | Remchingen Gemarkung Singen               | 48° 57′ 44″ N, 8° 33′ 52,4″ O   |      | Geologische Einheit: Oberer Buntsandstein                                                                                       |
| 829                  | Steinbruch DENNIG ca. 1000 m W von Remchingen                                              | Aufschluss         | Remchingen Gemarkung Wilferdingen         | 48° 56′ 41,8″ N, 8° 33′ 31,8″ O |      | Geologische Einheit: Oberer Buntsandstein                                                                                       |
| 830                  | Aufschluss Neuhalde E von Diefenbach                                                       | Aufschluss         | Sternenfels Gemarkung Diefenbach          | 49° 1′ 24,3″ N, 8° 52′ 25,4″ O  |      | Geologische Einheit: Grenzbereich Bunte Mergel Stubensandstein                                                                  |
| 831                  | Augenberg am Sandbauernweg W der Ortsmitte von Sternenfels                                 | Landschaftselement | Sternenfels                               | 49° 2′ 59,7″ N, 8° 50′ 49,6″ O  |      | Geologische Einheit: Stubensandstein                                                                                            |
| 832                  | Wegböschung ca. 100 m S des Aussichtsturms auf dem Schlossberg bei Sternenfels             | Aufschluss         | Sternenfels                               | 49° 2′ 52,9″ N, 8° 51′ 13,7″ O  |      | Geologische Einheit: Grenzbereich Bunte Mergel Stubensandstein                                                                  |
| 833                  | Aufg. Steinbruch hinter der Frohnmühle N von Hausen                                        | Aufschluss         | Tiefenbronn Gemarkung Mühlhausen          | 48° 47′ 53,8″ N, 8° 50′ 6,3″ O  |      | Geologische Einheit: Mittlerer Buntsandstein Oberer Buntsandstein                                                               |
| 834                  | Straßenböschung S von Tiefenbronn an der Straße nach Pforzheim                             | Aufschluss         | Tiefenbronn                               | 48° 49′ 15,6″ N, 8° 48′ 7,9″ O  |      | Geologische Einheit: Mittlerer Buntsandstein                                                                                    |
| 835                  | Aufg. Steinbruch am NNW-Hang des Heubergs an der Straße Mönsheim-Iptingen                  | Aufschluss         | Wiernsheim                                | 48° 52′ 22,5″ N, 8° 53′ 45,8″ O |      | Geologische Einheit: Unterer Muschelkalk                                                                                        |
| 836                  | Aufg. Steinbruch S von Wimsheim                                                            | Aufschluss         | Wimsheim                                  | 48° 50′ 52,8″ N, 8° 49′ 23,5″ O |      | Geologische Einheit: Oberer Buntsandstein                                                                                       |